# Ulf Onsberg
Ulf Ingebert Weine Onsberg, född 9 augusti 1932 i Kalmar, död 5 februari 2020 i Malmö, var en svensk målare och grafiker. 
Han fick sitt genombrott med sitt fotorealistiska måleri i slutet på 1960-talet. Onsberg utvecklade senare ett mera obundet måleri med bland annat mytologiska masker och expressionistiska inslag. Hans perioder var aldrig absoluta. De har på ett transparent sätt växlat mellan skilda tekniker, uttryck och motiv. Onsberg är representerad vid bland annat Moderna museet i Stockholm och Kalmar konstmuseum. Han är gravsatt i minneslunden på Gamla kyrkogården i Malmö.